# Lambésis

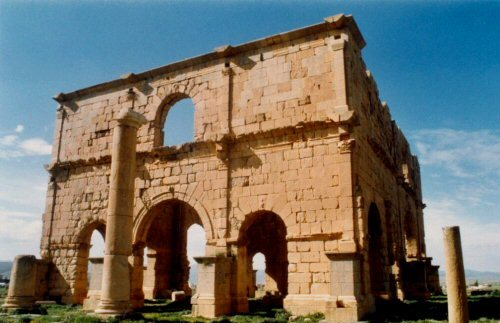
Ruínas romanas em Lambésis

Lambésis (ou Lambésa, Lambaesa ou Lambessa; em latim: Lambaesis) é uma antiga cidade romana em ruínas na Argélia, 11 km a sudeste de Batna e 27 km a oeste de Timgad, próxima à moderna vila de Tazoult.

## Ruínas
As ruínas da cidade romana e, mais especificamente, do acampamento romano, à despeito do vandalismo, estão entre as mais interessantes no norte da África. As ruínas se localizam aos pés dos Orés e consistem de arcos triunfais (um dedicado a Sétimo Severo, outro a Cômodo), templos, aquedutos, vestígios de um anfiteatro, termas e uma imensa quantidade de restos de casas particulares. Ao norte e a leste estão grandes cemitérios com algumas das lápides em seus lugares originais. A oeste está uma área similar, de onde, porém, as lápides foram removidas para servirem na construção do vilarejo moderno.
Do tempo de Esculápio, apenas uma coluna continua de pé, embora no meio do século XIX, sua fachada ainda estava inteira. O templo dedicado à Júpiter, Juno e Minerva, hoje livre de entulho, tem um pórtico com oito colunas. A pouco mais de 1 km do centro da antiga cidade está o acampamento, num lugar hoje parcialmente ocupado pela penitenciária e seus jardins. Ele mede 500 x 450m e no centro estão as ruínas popularmente chamadas, incorretamente, de pretório. Este nobre edifício, que data de 268 d.C., tem 28 x 20m, com 15m de altura.

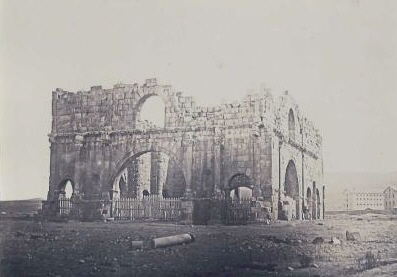
O pretório de Lambésis

Atrás deste edifício (que era coberto), está uma grande praça que dá acesso aos outros edifícios, como o arsenal. Nele já foram encontrados milhares de projéteis. Ao sul estão os restos dos banhos. De maneira geral, as ruínas já revelaram muitas inscrições romanas (Renier editou 1 500 e há 4 185 no CIL viii) e, embora a grande maioria seja de epitáfios dos mais simples, os exemplos mais importantes são os que nos permitem traçar uma história do local, sendo que mais de 2500 inscrições sobre o acampamento já foram decifradas.
A um pouco mais de 3 km ao sul de Lambessa estão as ruínas de Markuna, a antiga Verecunda, incluindo também arcos triunfais.

## História
Lambésa teve uma fundação militar. Acampamento de uma legião romana (a Legio III Augusta) parece ter se estabelecido ali entre 123 e 129 d.C., no tempo do imperador Adriano, cujo discurso aos seus soldados foi encontrado numa inscrição em um pilar no segundo campo, a oeste do grande acampamento ainda existente. Porém, outras evidências sugerem que ela foi formada durante as guerras púnicas.
A legião foi removida por Gordiano I, mas restaurada por Valeriano e Galiano. Ela não deixaria definitivamente a cidade até 392 d.C., o que levou ao declínio da cidade. Ela nunca se tornou uma sé episcopal e não se encontraram inscrições cristãs entre as ruínas.